# Zonitis cribricollis
Zonitis cribricollis es una especie de coleóptero de la familia Meloidae.

## Distribución geográfica
Habita en Texas (Estados Unidos).